# Битка при Крушевац
Битката при Крушевац се провежда през 1454 г., когато османците предприемат огромно нашествие срещу владението на деспот Георги под предводителството на султана Мехмед II. На река Морава Мехмед оставя Фируз бей и 32 000 души от войските си, за да спират всякакви контраатаки от страна на сърбите. Сърбите не се колебаят да направят първия ход и двете армии се срещат. Леката християнска конница преследва голяма част от османската армия и я разбива. Много турци, включително самия Фриуз бей и няколко от неговите паши са заловени и закарани после в двора на моравското деспотство като заложници. Битката позволява на Янош Хунияди и християнските сили да започнат ново настъпление срещу турците, опустошавайки Ниш и Пирот, и изгаряйки Видин. Никола Скобалджич продължава сраженията си срещу османците, действайки в днешна южна Сърбия в района на Лесковац и печели няколко важни битки срещу армиите на султана, докато отново Мехмед II не се изправя срещу сърбите в битката при Трепалие, която войводата Никола губи.